# Вбивайте всіх, Господь своїх впізнає.
Вбивайте всіх, Господь своїх впізнає (лат. Caedite eos. Novit enim Dominus qui sunt eius.) — легендарний вислів, що приписують легату цистерціанцю Арнольду Амальріку перед різаниною в Безьє під час Альбігойського хрестового походу. Алегорично закликає не дармувати час на «відрізнення зерна від полови», а діяти рішуче попри ймовірність зачепити у тому числі й невинних.
Відомий зокрема завдяки рукопису Цезарія Гейстербаха котрий містив опис наради під час облоги Безьє на котрій обговорювалось питання як відрізнити єретиків від віруючих, аби вони не постраждали під час штурму. На це Амальрік, згідно з фразою з другого послання апостола Павла до Тимофія 2:19 Нового Заповіту, відповів «Вбивайте всіх, Господь своїх впізнає».